# Bisphenol TMC
Bisphenol TMC kurz (BPTMC) ist eine chemische Verbindung aus der Gruppe der Bisphenole und ein Diphenylmethan-Derivat. BPTMC ist eine mit Bisphenol A verwandte Verbindung und unterscheidet sich von Bisphenol A dadurch, dass das zentrale Kohlenstoffatom Teil eines 3,3,5-Trimethylcyclohexylrings ist.

## Verwendung
Wie andere Bisphenole wird Bisphenol TMC für die Herstellung von Polycarbonaten, Polyestern und Epoxidharzen eingesetzt. Die Produkte werden unter anderem verwendet in Werkstoffen der Zahnmedizin.
Die Exposition des Menschen resultiert im Wesentlichen aus Staub und Werkstoffen der Zahnmedizin.